# 骆驼祥子 (电影)
《骆驼祥子》是1982年上映的中国大陆剧情片，改编自老舍小说《骆驼祥子》，由凌子风执导，张丰毅、斯琴高娃等主演。影片获1983年第3届中国电影金鸡奖最佳故事片奖。